# (2056) Nancy
(2056) Nancy est un astéroïde de la ceinture principale.

## Description
(2056) Nancy est un astéroïde de la ceinture principale. Il fut découvert le 15 octobre 1909 à Heidelberg par Joseph Helffrich. Il présente une orbite caractérisée par un demi-grand axe de 2,22 UA, une excentricité de 0,14 et une inclinaison de 3,9° par rapport à l'écliptique.
L'astéroïde est nommé d'après Nancy Lou Zissell Marsden, la femme de Brian G. Marsden

## Compléments